# Avenue Paulista
Pour les articles homonymes, voir Paulista.
« Avenida Paulista » redirige ici. Pour la série télévisée, voir Avenida Paulista (mini-série).
L’avenue Paulista (en portugais, Avenida Paulista) est l’une des plus grandes et célèbres avenues de la ville de São Paulo au Brésil.

## Situation et accès
L'avenue est bordée par le parc Tenente Siqueira Campos communément appelé « parc Trianon » et composé d'arbres et de végétaux de la forêt primaire. Le Musée d'Art de São Paulo (MASP) se situe également sur l'avenue. Ses collections et son architecture originale en font un des hauts lieux de l'art de la ville.
L'avenue est le lieu des grands défilés (Marche des fiertés lesbiennes, gaies, bi et trans, Marche pour Jésus) et manifestations politiques, entraînant la paralysie du trafic. Elle est également doublée de part en part par la ligne 2 du métro.
Elle concentre nombre d'institutions financières et sièges sociaux de grands groupes, faisant d'elle le centre des affaires de la ville et le symbole de la puissance économique de l'État de São Paulo (avec l'avenue Berrini située au sud de la ville et l'avenue Brigadeiro Faria Lima).
Elle en est également le principal centre touristique, artistique, culturel et médiatique, regroupant chaînes de télévision et stations de radio. Les prix de l'immobilier y sont les plus élevés d'Amérique Latine, juste après ceux de l'avenue du Président Masaryk à Mexico. On estime à 800 000 le nombre de personnes qui y travaillent quotidiennement.

## Origine du nom
Elle tire son nom des habitants de l'État de São Paulo, les Paulistas.

## Historique
L'idée de créer une avenue à cet endroit est née du désir de l'élite du café de la fin du XIXe siècle de posséder une résidence à proximité des quartiers centraux de l'époque, comme la Praça da República, le quartier de Higienópolis ou bien encore les Campos Elísios.
Elle fut inaugurée le 18 décembre 1891 à l'initiative de l'ingénieur Joaquim Eugênio de Lima. Elle devait à l'origine se nommer avenida das Acácias ou Prado de São Paulo mais Lima déclara :

« Elle sera nommée avenue Paulista, en hommage aux Paulistas [les habitants de São Paulo] »

À la fin des années 1920, elle fut rebaptisée avenue Carlos de Campos, en hommage à l'ancien président de l'état mais les habitants préférèrent lui rendre son nom d'origine.
Bordée à l'origine par les manoirs de la bourgeoisie locale, l'avenue a connu une profonde métamorphose dans la seconde moitié du XXe siècle avec la construction massive d'immeubles et de gratte-ciel. Quelques rares constructions anciennes ont été préservées et classées, évitant de peu leur disparition complète.

## Bâtiments remarquables et lieux de mémoire
Elle abrite un grand nombre de sièges d'entreprises, de banques, de consulats, d'hôtels, d'hôpitaux, comme le traditionnel hôpital Santa Catarina, et d'institutions scientifiques, comme l'Institut Pasteur, d'institutions culturelles, comme le MASP et le Sesc Avenida Paulista, et d'institutions éducatives, comme le traditionnel Colégio São Luís et l'école publique Rodrigues Alves. Les loisirs ne manquent pas non plus, elle contient de grands centres commerciaux et une grande variété d'endroits pour faire du shopping, du Shopping Pátio Paulista et Cidade São Paulo, aux vendeur de rue.

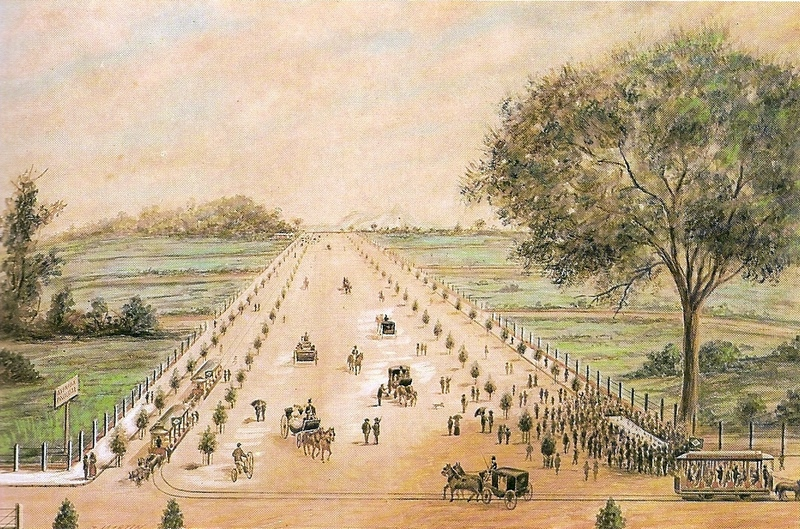
L'avenue, le jour de son inauguration, 1891
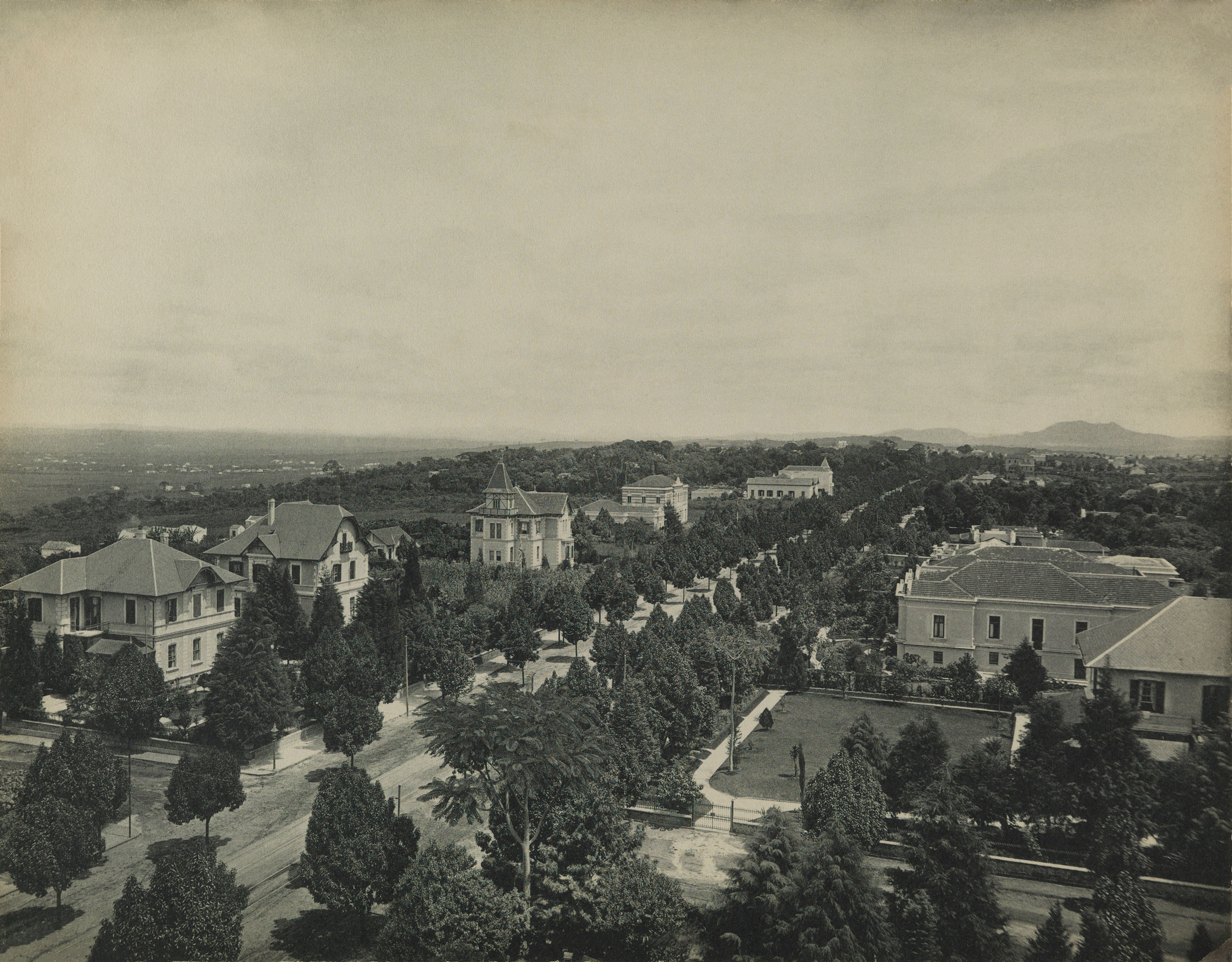
1902, résidence d'Adam Von Bülow
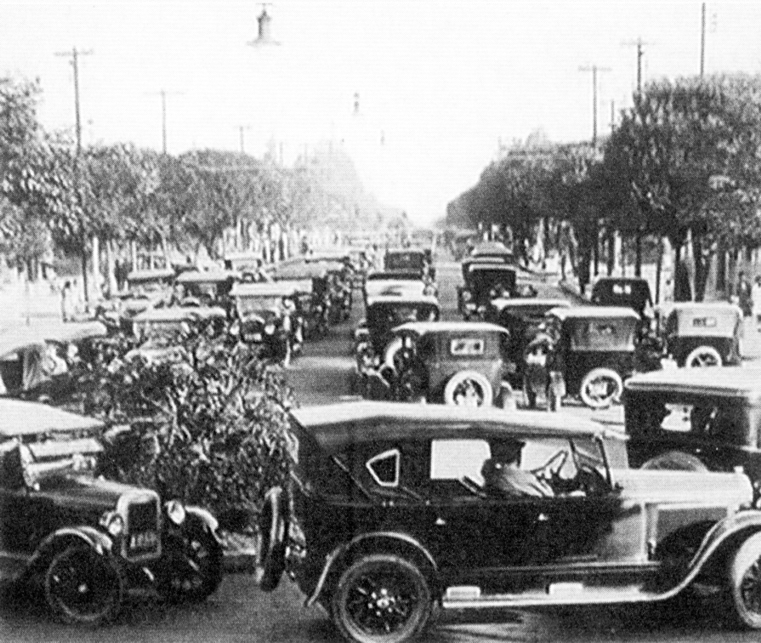
1928
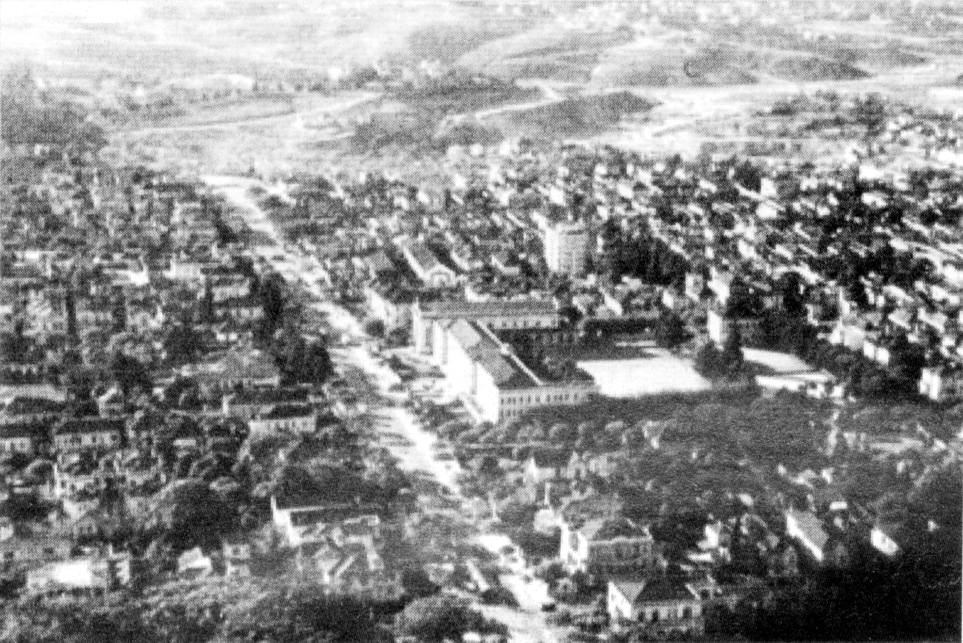
1936, au centre, église et collège Saint Louis

## Évènements
- Le musée d'Art de São Paulo fut inauguré le 7 novembre 1968 en présence de la reine Élisabeth II.
- Défilé en grande pompe le 7 septembre 1972 commémorant le cent-cinquantième anniversaire de l'indépendance du Brésil.
- Incendie de l'Edifício Grande Avenida en 1981.

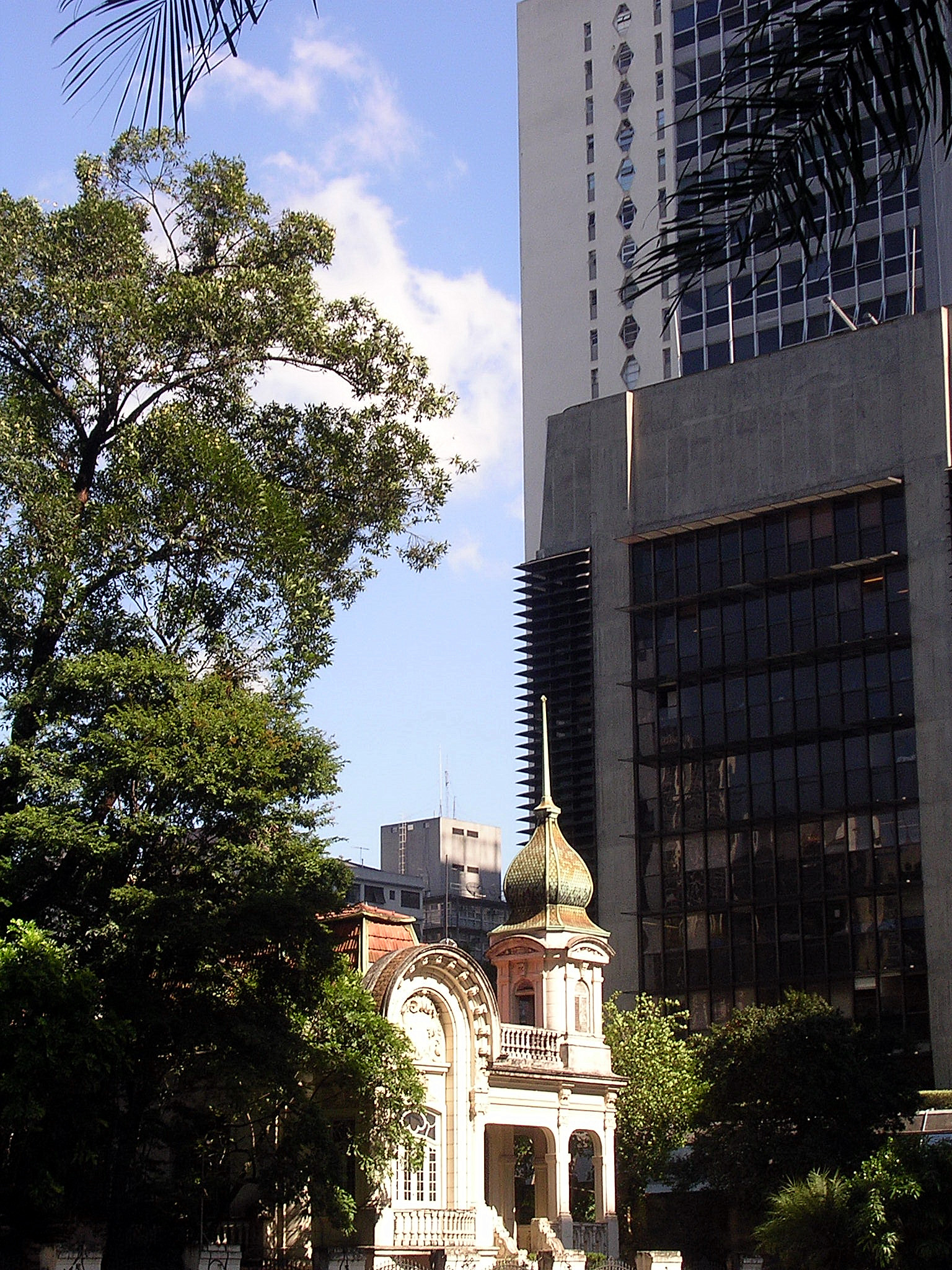
Ancien et nouveau : résidence Joaquim Franco de Mello (1905)
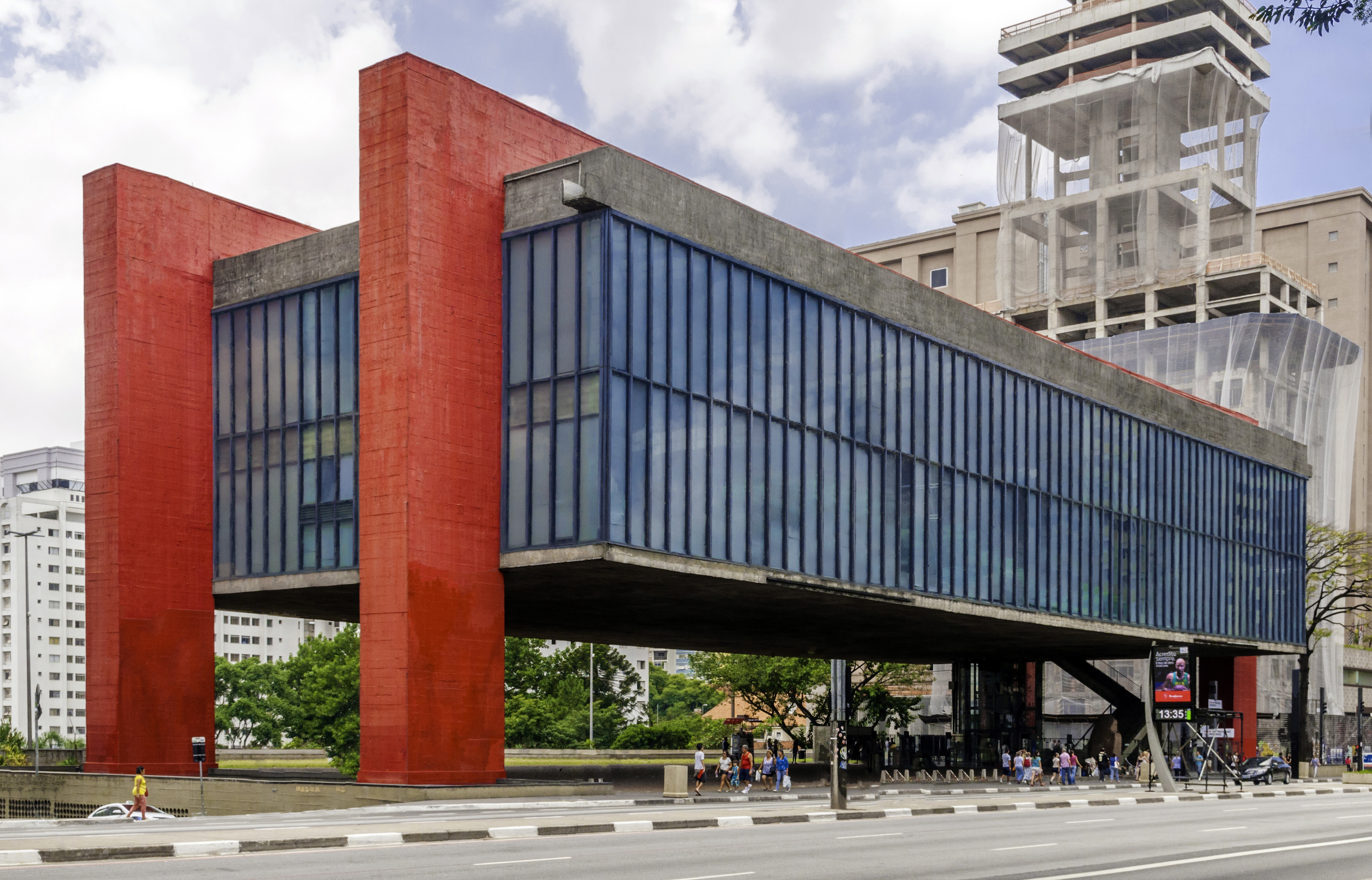
MASP
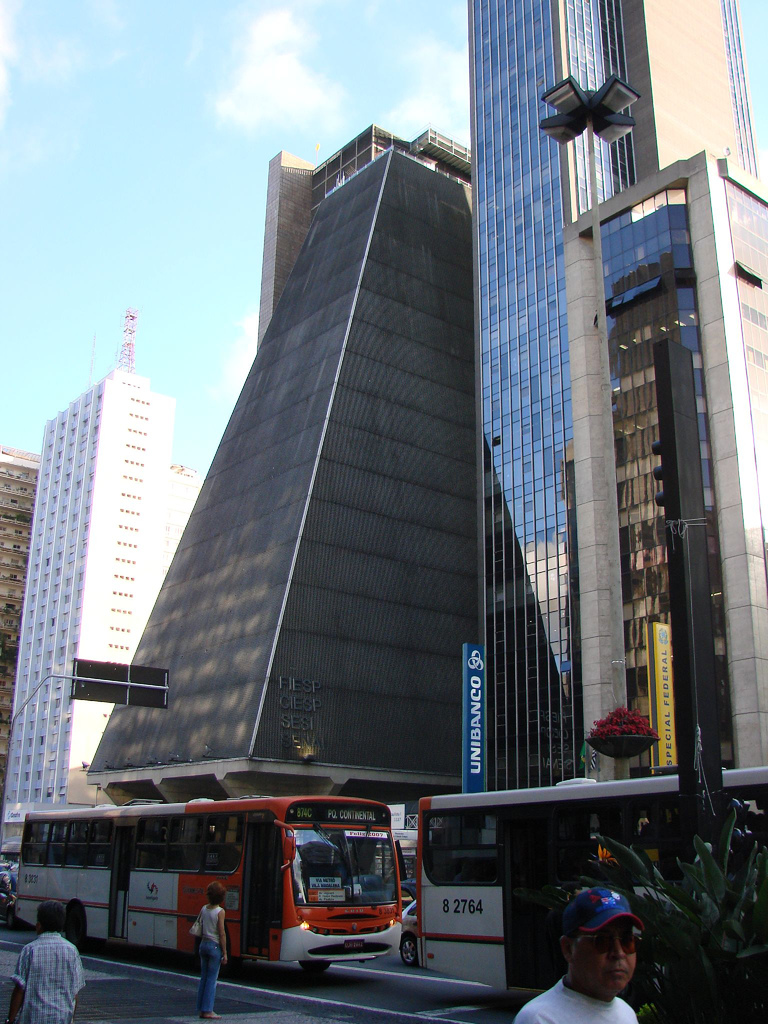
Siège de la FIESP
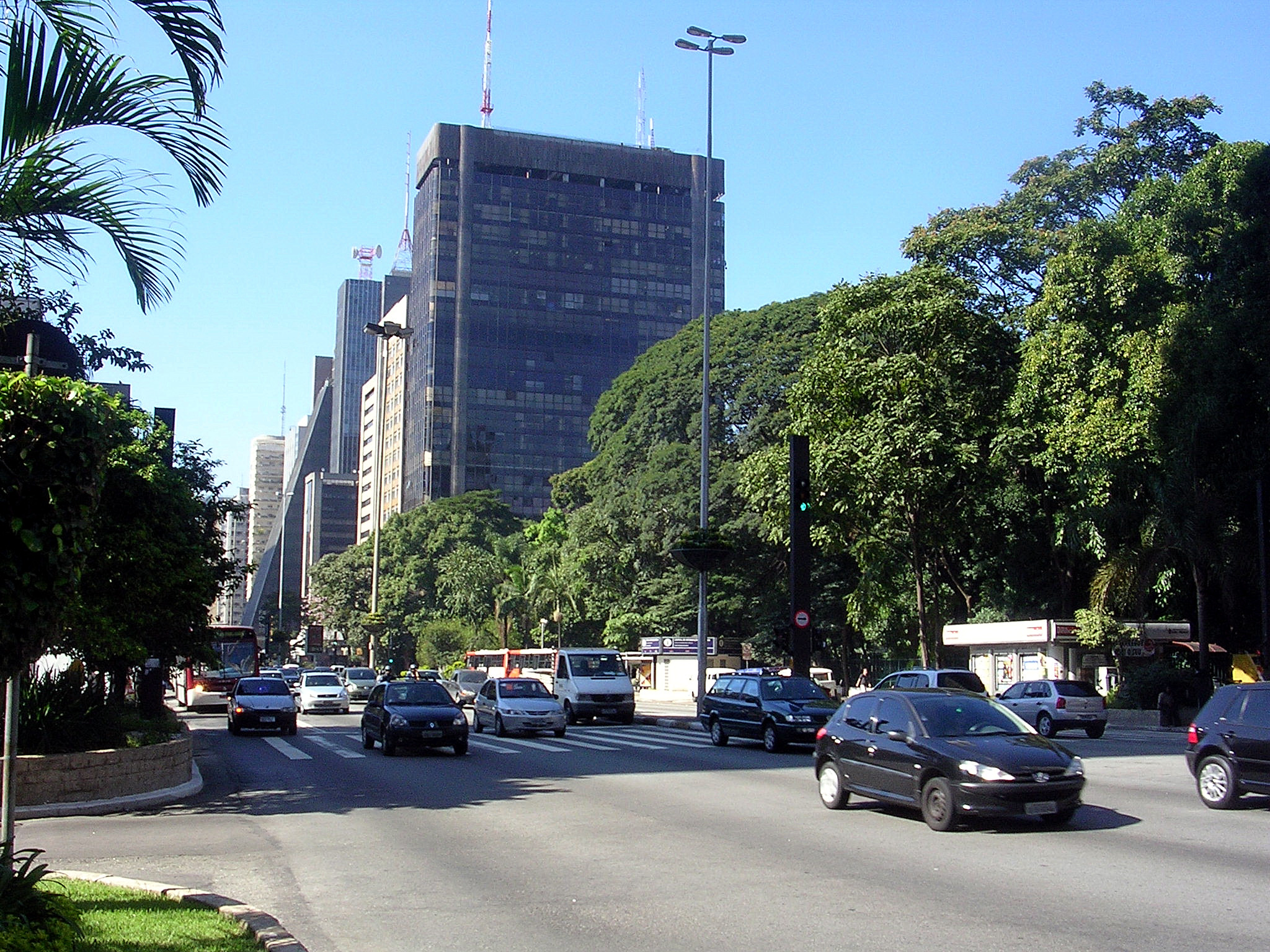
Avenida Paulista à hauteur du parc Trianon
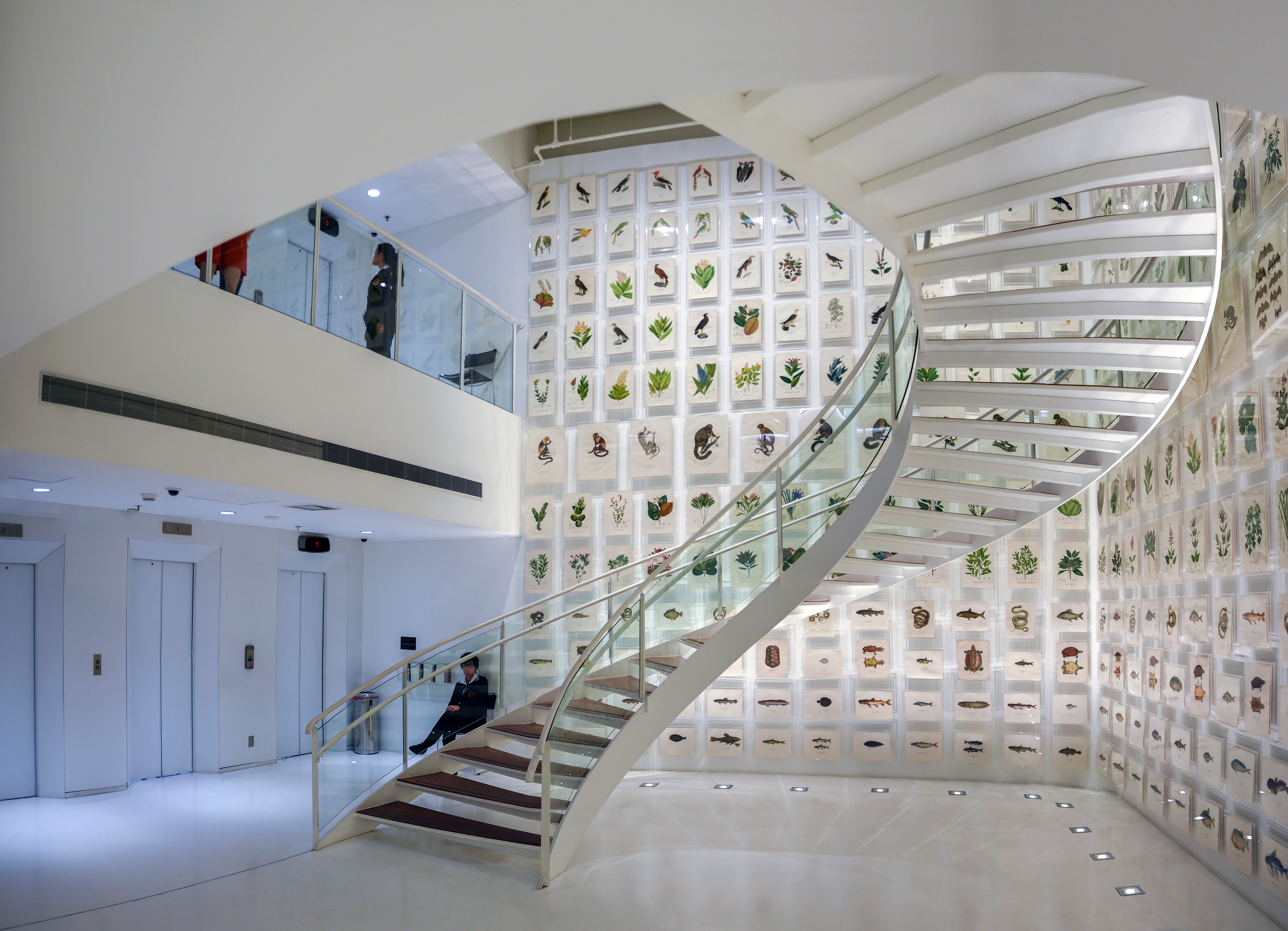
À Itaú Cultural
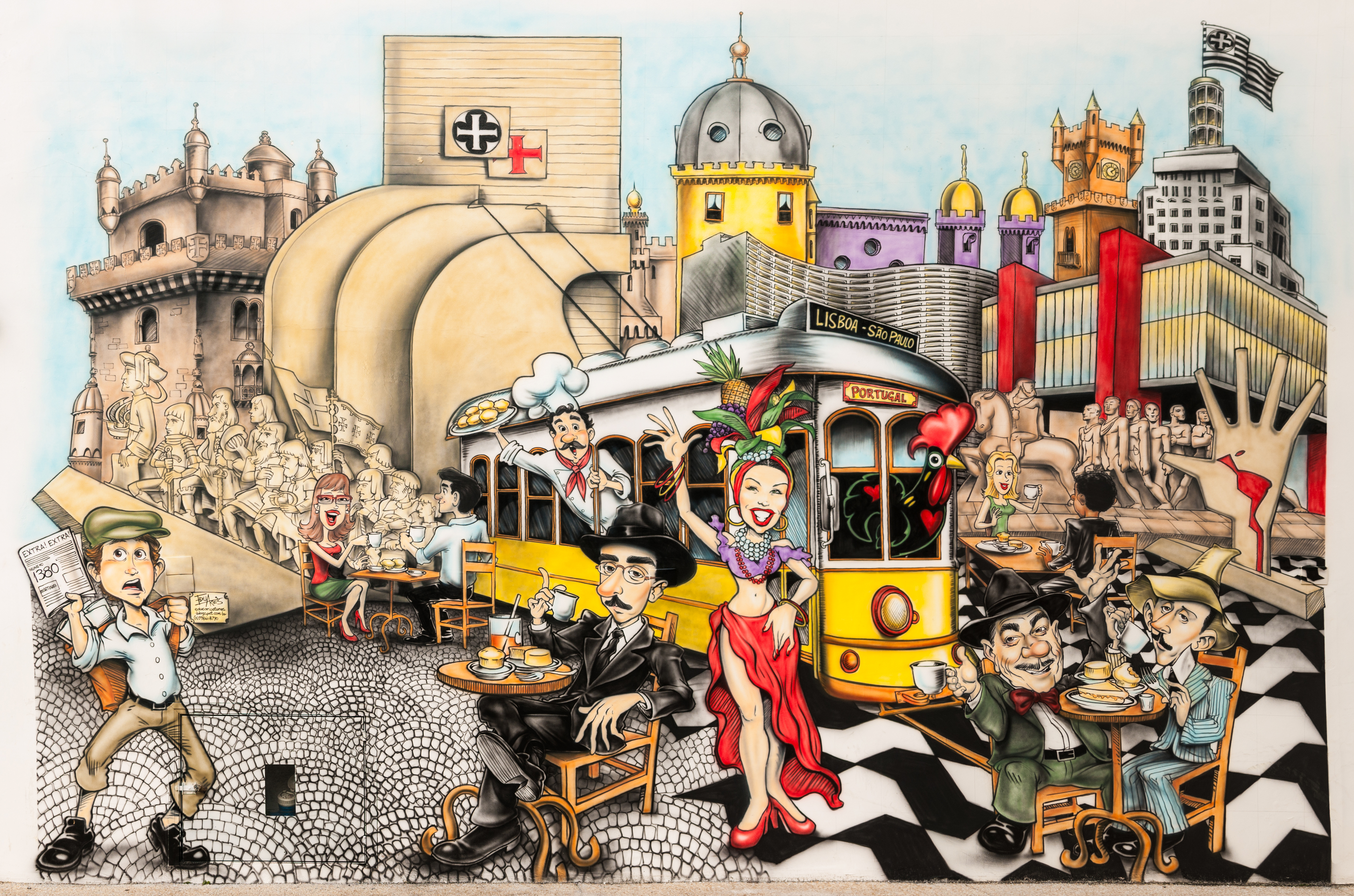
Fresque proche de l'avenue Paulista avec divers traits de la culture locale : la tour de Belém, Padrão dos Descobrimentos, le tramway de Lisbonne, Fernando Pessoa, l'Edifício Copan, Carmen Miranda, Adoniran Barbosa, le monument aux Drapeaux, le musée d'art de São Paulo, le palais national de Sintra, Alberto Santos-Dumont, l'Altino Arantes ou le mémorial de l'Amérique latine. Photo décembre 2016.
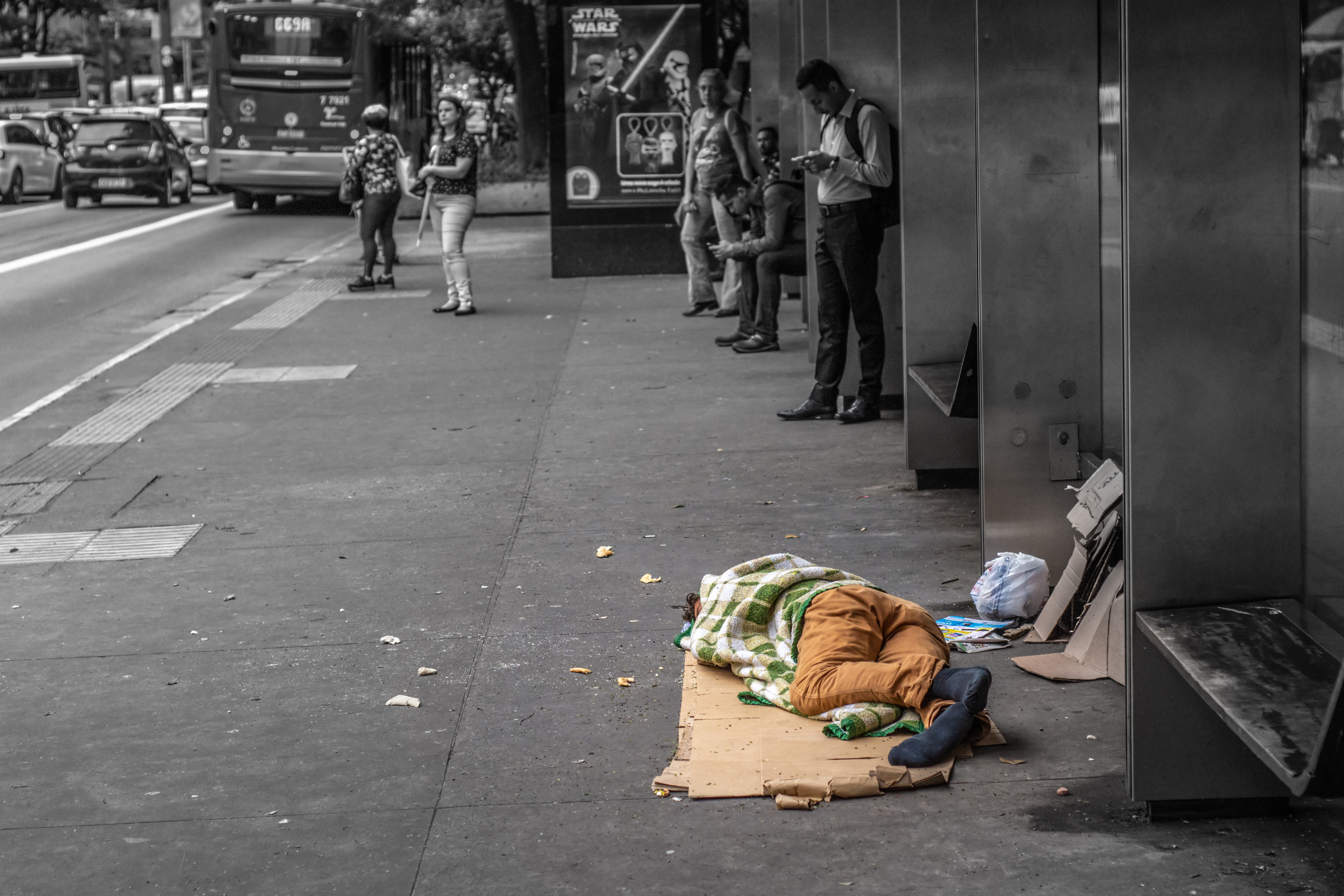
Un mendiant dans l'avenue Paulista